# Чевельча
Чевельча (укр. Чевельча) — правый приток реки Оржица, протекающий по Лубенскому району (Полтавская область, Украина).

## География
Длина — 18 км. Площадь водосборного бассейна — 146 км². Русло реки в верхнем течении (пруд возле села Сазоновка) находится на высоте 107,0 м над уровнем моря.
Берёт начало северо-западнее Сазоновка у административной границы Полтавской области с Черкасской областью. Река течёт на юго-восток, северо-восток. Впадает в реку Оржица (на 23-км от её устья) в селе Денисовка.
Русло слабо-извилистое, пересыхает на протяжении всей длины. Долина неглубокая. В верховье реки создан каскад прудов, в приустьевой части — пруд.
Пойма частично заболоченная с луговой или тростниковой растительностью.
Притоки: левый балка Шаблиновская.  
Населённые пункты на реке (от истока до устья):
1. Сазоновка
2. Чевельча
3. Чмыхалово
4. Денисовка